# Capela de São Gonçalo (Quinta do Anjo)
A Capela de São Gonçalo situa-se no lugar de Cabanas, na freguesia de Quinta do Anjo, no município de Palmela, em Portugal.
Constitui um pequeno templo de romaria, do século XVI, de planta octogonal e alpendrada hipostila, só havendo no país mais dois do género: em Tomar e em Janas (Sintra).
Ligada ao culto da protecção do gado (?), foi mandada edificar pelos Marqueses de Minas, antigos proprietários da Quinta da Torre. 
Está classificada como Imóvel de Interesse Municipal por decisão da Assembleia Municipal de Palmela de 25 de junho de 2002.